# Øverstkommanderende
En øverstkommanderende er en person, som har den øverste kommando over militære styrker i et bestemt område eller en stat. Typisk er den militære øverstkommanderende statschefen i en nationalstat. Den øverstkommanderende behøver ofte ikke at være eller tidligere have været officer eller at have gjort tjeneste i militæret, og det er på denne måde, at civil kontrol over militæret bliver virkeliggjort. Civil kontrol over militæret er et krav for NATO-medlemskab. 
Hvervet som øverstkommanderende tilfalder almindeligvis statschefen, selv om den reelle udøvende myndighed indehaves af en separat regeringschef. I monarkier er monarken øverstkommanderende, mens det i republikker er præsidenten. I kolonier er koloniguvernøren ofte udnævnt til øverstkommanderende over de militære styrker i kolonien.
Under den nationale øverstkommanderende udnævnes ofte forskellige regionale øverstkommanderende. For eksempel havde Royal Navy ved begyndelsen af 2. verdenskrig ni forskellige øverstkommanderende, fra Øverstkommanderende Portsmouth (Commander-in-Chief Portsmouth) til Øverstkommanderende Kina (Commander-in-Chief China Station). Sådanne lokale øverstkommanderende har almindeligvis fuld afgørelsesmyndighed.
NATO har også etableret flere øverstkommanderende, for eksempel Øverstkommanderende Allierede styrker Nord (Commander-in-Chief Allied Forces North) og Øverstkommanderende Østatlanten (Commander-in-Chief East Atlantic).